# Asian Kung-Fu Generation
Asian Kung-Fu Generation — японская рок-группа, основанная в Иокогаме в 1996 году. Группа состоит из Масафуми Гото (вокал и гитара), Кэнскэ Киты (гитара), Такахиро Ямады (бас) и Киёси Идзити (ударные). На музыкальный стиль группы повлияли инди, панк и альтернативный рок.

## Участники
- Масафуми Гото (яп. 後藤 正文 Гото: Масафуми) — вокал, гитара
- Кэнскэ Кита (яп. 喜多 建介 Кита Кэнскэ) — гитара, бэк-вокал
- Такахиро Ямада (яп. 山田 貴洋 Ямада Такахиро) — бас-гитара, бэк-вокал
- Киёси Идзити (яп. 伊地知 潔 Идзити Киёси) — ударные

## История

### 1996—2002: Основание и Инди
Масафуми Гото, Кэнскэ Кита и Такахиро Ямада встретились в 1996 году в музыкальном клубе университета Канто Гакуин, частном высшем учебном заведении в Иокогаме. Они быстро поняли, что их музыкальные вкусы очень близки, и решили основать группу. Масафуми Гото стал вокалистом и ритм-гитаристом, Кэнскэ Кита — соло-гитаристом и бэк-вокалистом, а Такахиро Ямада играл на басу. Ударник Киёси Идзити присоединился к ним позже, когда ушёл из другой группы. После этого четвёрка начала выступать в университете и в различных местах в Иокогаме. После окончания обучения, четырёх лет игры в различных местных клубах и коллаборации с коллективом Caramelman, в 2000 году AKFG (так они сокращали своё название на тот момент) выпустили свой первый мини-альбом. Он состоял из шести треков, почти все из которых были на английском.
Спустя год группа попыталась попасть в ротацию местной независимой радиостанции со своей первой песни на японском — «Konayuki». Трек был замечен популярным диджеем и часто крутился на станции FM Yokohama. После группа выпустила ещё один EP — «I’m Standing Here». Однако тогда уже появились песни и на японском языке. И на тот момент группа уже начала собирать большое количество людей в клубах в Сибуе, Симокитадзаве, Китидзёдзи и Токио.

### 2002—2004: «Houkai Amplifier» и «Kimi Tsunagi Five M»
25 ноября 2002 года, поучаствовав перед этим в сборнике лейбла Under Flower Records Whatch You Gonna Do?, Asian Kung-Fu Generation официально выпустили свой первый мини-альбом на мэйджор-лейбле — Houkai Amplifier. Группа договорилась с ведущим интернет-радио и художником Юскэ Накамурой о том, что он оформит обложки их синглов и альбомов. Признанный критиками EP удерживал лидирующие позиции в еженедельном чарте High Line Records две недели и занял тридцать пятое место в списке инди-продаж Oricon.
В результате Houkai Amplifier был переиздан 23 апреля 2003 года на новом лейбле группы, Ki/oon Records, отделении Sony Music Japan. Месяц спустя AKFG выступили в качестве хедлайнеров в Shimokitazawa Club Shelter. Тем же летом группа участвовала в ежегодных фестивалях Fuji Rock Festival 03’s «ROOKIE A GO GO» и Summer Sonic ’03 в Токио и Осаке. 6 августа группа выпустила свой первый сингл «Mirai no Kakera», а через два месяца за ним последовал и второй — «Kimi to Iu Hana». 11 августа в Shinjuku LOFT группа провела фестиваль, который впоследствии стал почти что ежегодным, ASIAN KUNG-FU GENERATION presents NANO-MUGEN FES. 19 ноября вышел первый полноформатный альбом, Kimi Tsunagi Five M, который продался тиражом в 250 000 копий и в первую же неделю занял пятое место в чарте Oricon. Популярность росла, и фанаты начали называть группу просто «Адзикан», что является сокращением их оригинального названия.

### 2004—2005: «Sol-fa»
В начале 2004 года Asian Kung-Fu Generation получили приз в номинации «Лучший новый артист», а клип на песню «Kimi to Iu Hana» победил в номинации «Лучший видеоклип» на SPACE SHOWER Music Video Awards. С 19 января по 25 февраля они играли первый собственный тур, Five Nano Seconds, который состоял из тринадцати концертов. 1 июля группа провела второй фестиваль ASIAN KUNG-FU GENERATION presents Nano-Mugen Festival на арене Ниппон Будокан в Токио. Потом «Адзикан» отыграли более чем на десяти летних фестивалях, включая Meet the World Beat, Rock In Japan Fes 04 и Fuji Rock Festival 04.
К концу года группа выпустила четыре сингла: «Siren», «Loop & Loop», «Rewrite» и «Kimi no Machi made», а 20 октября вышел второй полноформатный альбом Sol-fa. Альбом с самого начала занял первое место в чарте Oricon и продержался там две недели, а суммарные продажи составили 600 000 копий. Критики хвалили альбом за отточенное звучание и высокое качество производства, что позволило стереть языковой барьер, который всегда мешал неяпоноязычной аудитории. Это привело к тому, что зарубежными фанатами была подписана петиция о выпуске альбома за пределами Японии. 18 октября 2005 Tofu Records подписали с группой контракт о выпуске Sol-fa в США. Также песня «Rewrite» стала популярна и в Японии, и за её пределами после того, как её использовали в аниме «Стальной алхимик». Примерно в то же время известность похожим образом обрела и песня «Haruka Kanata», которая играла во второй открывающей заставке «Наруто». Последующие два месяца Asian Kung-Fu Generation провели в туре по стране, который носил название «Tour Suihai 2004 -No! Memner, November». Тур включал концерт на арене Ниппон Будокан. 26 ноября был выпущен DVD «Eizo Sakushinshu Vol. 1», содержавший клипы на все выпущенные синглы и видео на песню «Siren». Видеоролики содержат комментарии к каждой из песен, информацию о том, как происходила запись, и отрывки с концертов.

### 2005—2006: «Fanclub»
Из-за растущей популярности Asian Kung-Fu Generation могли ожидать пару лет нескончаемых туров по стране. С 14 марта по 26 июня 2005 года они отыграли сорок восемь концертов в тридцати восьми городах Японии в рамках тура Re:Re: Tour. Тогда же группа выпустила свой второй DVD, «Eizo Sakushinshu Vol. 2: Live at Budokan +». Этот релиз из двух дисков стал первым сборником, содержавшим только съёмки с концертов. На первом диске содержится запись всего концерта на арене Ниппон Будокан 5 декабря 2004 года в рамках тура «Tour Suihai 2004 -No! Member, November-», на котором они выступали перед десятитысячной аудиторией; на втором — отрывки с их первого концерта в Shimokitazawa Shelter Club 2 ноября 2004 года. Также туда входит документальный фильм «из-за кулис», снятый режиссёром Тосиаки Тоёдой на территории университета Канто Гакуин, и вырезанные моменты из клипа на песню «Kimi to Iu Hana». Этот видеоальбом смог продержаться в топе чарта Oricon целый месяц. 9 июля Asian Kung-Fu Generation провели на площадке Yokohama Arena очередной фестиваль Nano-Mugen с участием ещё семи японских и британских групп. С целью его рекламы группа выпустила сборник, содержавший по одной песне от каждого из выступавших коллективов. Летом группа выступила на нескольких фестивалях, например, Summer Sonic 05, Rising Sun Rock Fes. 2005 и Rock in Japan Fes. 05. Также 27 ноября они в качестве гостей участвовали в GOGOICHI -SPACE SHOWER CHART SHOW- на SPACE SHOWER TV. В конце года группа выпустила сингл «Blue Train», за которым в декабре последовал короткий тур «Tour Suihai 2005 — Winter Dragon».
Для Asian Kung-Fu Generation 2006 год начался с выпуска второго сингла с будущего альбома — «World Apart». Этот диск был примечателен тем, что на нём была записана песня, в которой на основном вокале был Кэнскэ Кита. Этот сингл стал первым, который занял первое место в чарте, также в этот год «Адзикан» обзавелись собственной студией. 16 февраля 2006 они приняли участие в LIVE SUPERNOVA DX. 15 марта группа объявила о выходе третьего полноформатного альбома Funclub. Пластинка заняла третье место и продержалась в Топ-5 Oricon два месяца. В следующем месяце группа отправилась в тур по стране, озаглавленный «Count 4 My 8 Beat». Билеты на все тридцать восемь концертов очень быстро разошлись. На Nano-Mugen Fes. на арене Yokohama Arena в течение двух дней выступило шесть групп из Японии, не включая самих AKG, три американских и два английских коллектива. Как и в прошлом году, для рекламы фестиваля в июле вышел сборник песен всех групп-участниц. Спустя три года выступлений на Fuji Rock «Адзикан» наконец смогли сыграть на главной площадке — Зелёной сцене.

### 2006—2007: «Feedback File»
25 октября, в честь празднования десятилетия группы, Asian Kung-Fu Generation выпустили свой первый сборник — Feedback File. В него вошли вовсе не популярные треки, а B-сайды синглов, живые исполнения и старые демо. Несмотря на малое количество нового материала, альбом ожидал коммерческий успех, и он занял второе место чарта Oricon. Последующие два месяца AKG провели в туре «Tour Suihai 2006—2007: The Star of a New Season». Суммарно выступления в восьми городах, на которых присутствовали приглашённые группы из Японии и США, посетило сто тысяч фанатов. В середине тура группе пришло предложение от режиссёра готовящегося к выходу аниме-фильма «Железобетон» написать к нему песню. Так была записан и выпущен в конце года сингл Aru Machi no Gunjou. Примерно в то же время группа была спародирована в манге «Хеллсинг» как ватиканцы под названием The Vatikung.

### 2007—2008: Исчезновение и «World World World»
21 марта у Asian Kung-Fu Generation вышел новый DVD, Eizo Sakushinshu Vol. 3: Tour Suihai 2006—2007 The Start of a New Season, полностью состоящий из записей с прошедшего тура. Хоть они и приняли участие в нескольких фестивалях, AKG стали всё больше и больше пропадать из вида. Nano-Mugen Festival в этом году не проводился. Однако в ноябре группа выпустила второй сингл с грядущего альбома — «After Dark». Он вошёл в Топ-10 Oricon и был использован в открывающей заставке аниме «Блич». 22 декабря AKG отыграли концерт в Сеуле, который именовался «ASIAN KUNG-FU GENERATION Tour SUIHAI 2007 ~Project Beef~ Live In Korea». Это было их первое выступление в Южной Корее после фестиваля Incheon Pentaport Rock Festival.
Отыграв на празднике обратного отсчёта на Новый год, AKG снова ушли в тень, чтобы продолжить запись пластинки. В феврале 2008 года группа выпустила последний перед выходом альбома сингл — «Korogaru Iwa, Kimi ni Asa ga Furu». Затем почти сразу вышел альбом World World World. Несмотря на длительное отсутствие и большую разницу между релизами, пластинка заняла первое место в топе Oricon. Спустя пару месяцев после выпуска альбома, 11 июня 2008 года, Asian Kung-Fu Generation выпустили второй EP на мейджор-лейбле — Mada Minu Ashita ni. Песня «Mustang» заняла пятнадцатое место в топе Japan Hot 100.

### 2008—2009: «Surf Bungaku Kamakura»
18 июля группа сыграла на разогреве у американской группы Third Eye Blind на их концерте в Yokohama Ball Hall. После американцы приехали на Nano-Mugen Festival. Песня «Natsuzemi», которую Asian Kung-Fu Generation записали специально для фестиваля, заняла тридцать шестое место в Japan Hot 100.
В сентябре Asian Kung-Fu Generation выдался шанс сыграть с калифорнийской группой Weezer, которая оказала на них наибольшее влияние. WEEZER FESTIVAL стал первым за три года туром калифорнийцев по Японии. Asian Kung-Fu Generation совместно с Going Under Ground сыграли на обоих концертах в Осаке и Токио. В октябре вышел сингл «Fujisawa Loser», и за ним последовал альбом Surf Bungaku Kamakura.

### 2009—2012: «Magic Disc» и «Best Hit AKG»
После загруженного 2008 года группа какое-то время провела в турах и написании нового материала. В марте 2009 года они выпустили пятый DVD, Eizo Sakushinshu Vol. 5, который состоял из записей различных концертов в 2008 году. В июле 2009 года прошёл очередной Nano-Mugen Festival; вышедший в его преддверии сборник содержал новый трек — «Yoru no Call». В конце фестиваля Гото сообщил, что группа начинает работу над новым альбомом. Лето 2009 года группа провела, выступая на различных фестивалях: «Jisan Valley Rock Festival» в Корее, «Rock in Japan Festival 2009» и «Sweet Love Shower Festival 2009». В октябре вышел шестой видеоальбом, Eizo Sakushinshu Vol. 6, он стал первым релизом группы в формате Blu-ray. В него вошли выступления из тура «World World World», отличавшиеся более экспериментальным сет-листом и исполнением (например, использование тенори-она и струнных); вторая же половина состояла из полного альбома Surf Bungaku Kamakura.
2 декабря 2009 года группа выпустила тринадцатый сингл, «Shinseiki no Love Song», к которому прилагался DVD с записью части выступления в Корее на «Jisan Valley Rock Festival». Тогда же было объявлено, что в марте 2010 выйдет сингл под названием «Solanin», песни из которого будут использованы в одноимённом фильме.
В январе 2010 года Гото в своём дневнике сделал запись о том, что коллектив записал японскую версию песни «A Rose is a Rose» группы The Rentals. В феврале «Адзикан» две недели провели в Нью-Йорке, записывая два новых трека. В том же месяце было объявлено, что группа напишет опенинг для аниме «Сказ о четырёх с половиной татами», дизайном персонажей в котором занимался иллюстратор обложек дисков группы Юскэ Накамура Песня и сингл были озаглавлены «Maigoinu to Ame no Beat»..
В апреле Гото написал в дневнике, что новый альбом под названием Magic Disc выходит в июне.
В марте 2011 года Asian Kung-Fu Generation отменили часть тура «2010-2011 Vibration of Music Tour» из-за Великого восточно-японского землетрясения, которое повредило оборудование. На следующей неделе Гото выложил в свой дневник стихи, вдохновлённые катастрофой, под названием «Suna no Ue». Вскоре была записана и сыграна на радио по всей Японии песня. В следующем месяце Гото написал, что группа в студии записывает два новых трека «Hikari» и «All Right Part 2», которые в итоге вошли в Nano-Mugen Compilation 2011.
В июле группа выступила на «Jisan Valley Rock Festival» в корейском Ичхоне. 30 ноября вышел сингл Marching Band, а в январе 2012 года — сборник Best Hit AKG.

### 2012—2015: «Landmark» и «Feedback File 2»
11 апреля 2012 AKG выпустили сингл Kakato de Ai wo Uchinarase, одноимённую песню с которого написал Кита. В июне с целью рекламы фестиваля Nano-Mugen 2012 был выпущен клип на песню «Yoru wo Koete». 25 июля вышел сингл «Soredewa, Mata Ashita», который был использован в аниме «Наруто: Дорога Ниндзя». 12 сентября вышел седьмой полноформатный альбом Landmark, за которым в октябре последовал тур
20 февраля 2013 года был выпущен сингл «Ima wo Ikite», который впоследствии был использован в фильме «Ёкомити Ёноскэ».
В конце мая группа отыграла три концерта в Европе: в O2 Academy Islington в Лондоне, в Le Bataclan в Париже и в Gloria в Кёльне.
В сентябре группа отпраздновала десятилетие контракта с мэйджор-лейблом двухдневным выступлением на стадионе Иокогама. Специальными гостями были группы the HIATUS, The Rentals, Straghtener и Fujifabric.
В декабре они вместе со Straghtener, которые отмечали десятилетие группы, отправились в тур по Корее, Сингапуру и Тайваню, и в каждой из стран они играли с одной местной командой.
26 февраля 2014 года выходит второй сборник B-сайдов Feedback File 2.

### 2015—2017: «Wonder Future» и «Sol-fa: 2016 Reissue»
18 марта 2015 года группа выпускает двадцатый сингл под названием «Easter». А 27 мая выходит восьмой альбом Wonder Future, который впоследствии был издан на территории Великобритании. В ноябре «Адзикан» во второй раз поехали в Европу и в первый в Латинскую Америку. Были даны концерты в Германии, Англии, Франции, Чили, Бразилии, Аргентине, Мексике.
6 января 2016 года выходят видеоальбом Eizo Sakushinshu Vol. 11 и сингл «Right Now, записанный специально для фильма „Пинк и Грей“ Исао Юкисады. 16 марта выходит Eizo Sakushinshu Vol. 12 ~Tour 2015 ‘Wonder Future’~, посвящённый туру по Европе и Латинской Америке. В тот же день выходит сингл Re:Re:, содержащий перезаписанную одноимённую песню с альбома Sol-fa, которая была использована в открывающей заставке аниме „Город, в котором меня нет“, и новый трек „Time Traveller“. 13 июля видит свет сингл „Blood Circulator“, использованный в новом аниме про Наруто. 30 ноября к своему двадцатилетию группа выпускает перезаписанный альбом Sol-fa.

### 2017-настоящее время: „Hometown“
29 марта 2017 года выходит сингл „Kouya wo Aruke“, а также посвящённые двадцатилетию масштабный сборник AKG BOX −20th Anniversary Edition-, который включает все альбомы, мини-альбомы и оба Feedback File, и трибьют-альбом AKG TRIBUTE, песни для которого записали тринадцать японских групп, а обложкой занимался известный мангака Инио Асано. 19 апреля 2017 года выпущена виниловая версия переиздания альбома Sol-fa. В июле 2017 года группа во второй раз посетила страны Латинской Америки, а также впервые дала два концерта на территории США, оба — в Лос-Анджелесе. 12 июня Гото в своём твиттере сообщил, что новый альбом следует ожидать примерно в середине следующего года.
28 марта 2018 года вышли три сборника: BEST HIT AKG 2, HONE и IMO. Последние два Масафуми Гото составил в Spotify ещё летом 2017-го и выложил в своём аккаунте в Твиттер. На BEST HIT AKG 2 появилась новая песня — „Seija no March“.
5 августа 2018 года официальный твиттер группы объявил, что 26 сентября того же года у группы выходит новый сингл под названием „Boys & Girls“. 3 ноября впервые за историю группы вышло издание сингла на 7»-виниле — так они выпустили Boys & Girls для Record Store Day.
5 декабря 2018 года у Asian Kung-Fu Generation выходит новый альбом Hometown, отличительной особенностью которого является большое количество коллабораций с другими музыкантами, а также необычный для группы формат ограниченного издания: кроме бонусного DVD, с альбомом шёл диск с мини-альбомом Can’t Sleep EP. Так группа решила поощрить преданных фанатов, покупающих все диски. Однако мини-альбом всё же доступен на стриминговых сервисах.
25 марта 2019 года официальный твиттер группы сообщил о выходе 15 мая нового сингла группы — Dororo/Kaihouku. Песня «Dororo» записана специально для одноимённого аниме-сериала, а песня «Kaihouku» исполнялась на бис во время тура в поддержку альбома Hometown. Также 15 мая выходит издание альбома Hometown на виниле.

## Дискография
- Houkai Amplifier (2003)
- Kimi Tsunagi Five M (2003)
- Sol-Fa (2004)
- Fanclub (2006)
- Feedback File (2006)
- World World World (2008)
- Mada Minu Ashita ni (2008)
- Surf Bungaku Kamakura (2008)
- Magic Disk (2010)
- Landmark (2012)
- Feedback File (2014)
- Wonder Future (2015)
- Sol-Fa 2016 Reissue (2016)
- Hometown (2018)
- Can’t Sleep EP (2018)
- Planet Folks (2022)
- Surf Bungaku Kamakura Complete (2023)